# Fillide Giorgi Levasti
Fillide Giorgi Levasti (Florencia, Reino de Italia; 20 de enero de 1883-Florencia, Italia; 24 de septiembre de 1966) fue una pintora italiana.

## Biografía
Fillide Giorgi (conocida como Filli) era hija de Fausto - empleado del ministerio de Finanzas - y de Ernesta Gori. En el 1899 se inscribió en la Academia de Bellas Artes de Florencia y asistió a las lecciones de Giovanni Fattori y del escultor Augusto Rivalta. En su curso se encontraba Leonetta Pieraccini que vivía en Poggibonsi y a menudo era huésped de la familia Giorgi. Las dos amigas apreciaban al pintor Giovanni Costetti que también frecuentaba la casa Giorgi y que había retratado a familiares de Filli. Estas jóvenes artistas tendían a una pintura rápida y sobria, siguiendo el ejemplo de Costetti. Fillide Giorgi optaba por una renovación de la mancha, en línea con las nuevas experiencias sobre color, adquiridas en el ámbito postimpressionista y separatista.

### Matrimonio
Emilio Cecchi conoció a Pieraccini en la casa de Giorgi: se casaron en 1911. Después de la muerte de su padre, en 1902, Fillide Giorgi completó sus estudios en la Academia (1904) y comenzó a exponer: en 1906 en el Promotrice di Genova y en la Exposición culandesa en Bolonia. Hizo retratos, incluido el de su hermana Vittoria (Gabinete de dibujos y grabados de la Galería Uffizi) y los de Guido Approsio y la Marquesa Lencisa, que se exhibieron en la Sociedad de Bellas Artes de Florencia, en 1907. En 1908 se matriculó en la escuela gratuita de desnudos, donde tuvo como compañeros al escultor Domenico Rambelli, al pintor y escultor Ercole Drei y a su amiga Leonetta.
En el curso de sus travesías por Italia, Francia, Suiza y Alemania, entre el 1906 y el 1909, leía La Voz y visitaba galerías y museos. Se hizo amiga de Juliette Bertrand, que enseñaba en el instituto Grenoble de Florencia y que, gracias a los contactos cultivados en casa Giorgi, se convirtió en la traductora de las obras del dramaturgo verista Bruno Cicognani, de Giovanni Papini y de Curzio Malaparte. A través de Costetti, Fillide Giorgi conoció a Arrigo Levasti, quien venía de Modena a estudiar filosofía y se convirtió en colaborador de Papini y de Giuseppe Prezzolini del Bollettino filosófico y que publicó también sobre La Voz y sobre Lacerba.

### Muestras colectivas y muestras personales
En 1914 participó de la "II Exposición de la Secesión romana" con dos naturalezas muertas y en noviembre se casó con Levasti. Vivían en la avenida Milton, arriba del estudio de Costetti y de la escultora Evelyn Scarampi. En 1915 fue invitada a la "III Exposición de la Secesión romana", con tres naturalezas muertas, elegidas personalmente por Galileo Chini.
Algunas de sus composiciones de esos años se relacionan con el gusto vienés; pero es ya fuerte la referencia a Cézanne, en cuanto a la materialidad de las tiras de pigmento: es evidente especialmente en obras como Arrigo y los tulipanes, de 1913 aproximadamente, Naturaleza muerta con fondo con flores, de 1914 aproximadamente, y Naturaleza muerta, mesa servida, de 1915 (Florencia, Galería de arte moderna), obras en las cuales el preciosismo de los colores, el rigor constructivo y la representación sintética de los volúmenes también se refieren al pintor fiorentino Oscar Ghiglia.
En el 1916 Arrigo Levasti fue convocado al ejército y Filli Giorgi vivió entre Firenze y Montepiano, donde estaban sus hermanas. Vendió aguafuertes en Francia. Había grabado, en 1915 aproximadamente, Arrigo y Victoria en jardín y la naturaleza muerta Tromboncini y vasetto. Se hace amiga de la pintora Victoria Morelli, que la introdujo en el ambiente romano y le presentó a Carlos Socrate y a Armando Spadini.
En 1920 envió cinco pinturas a la "Exposición internacional de arte moderno" de Ginebra y expuso tres naturalezas muertas en la "I Bienal de Roma", de 1921. Fue invitada a la "I Exposición de paisaje italiano sobre el Garda", donde expuso una naturaleza muerta y dos paisajes. Gracias a Enrico Prampolini fue invitada también, en 1921, a la "Exposición de arte italiana de vanguardia", que se ejerció primero en Praga y luego en Berlín, donde dos de sus obras fueron robadas. Para encontrarlas, en 1922 Giorgi, acompañada por su marido, fue a Berlín como huésped de los cónyuges Gehrig. Oskar Gehrig publicó un artículo en Der Cicerone y Die Welt, dedicados a ella.
En Feria y en Lampionaio (1920), en Giostra (1921, Berlín, colección Woche) y en Pequeño mercado (1922, Berlín, colección Gehrig), la pintora mantenía un repertorio naïf, poblado de titiriteros y acróbatas, productores de hortalizas y campesinos, en búsqueda de una feliz ingenuidad, como afirmaba en una carta de 1920 a Pieraccini: En el mundo de las ferias y los paseos por el campo, encontré la esencia simple e instintiva de la vida.
En 1924 participó de la "II Feria de arte florentino", luego en el "IV Concurso Ussi", con El teatro (Roma, colección Previtali), en 1925 participó en la "Muestra para el aniversario del Reichstag" de Berlín, en 1927 estuvo presente en el "Salon des Indépendants" de París, donde le habían sido requeridas La orgullosa y El teatro. En 1928, a través de Victoria Morelli, fue invitada a la "Muestra de los aficionados y cultores de las bellas artes" en Roma y el gobierno compró Plaza Independencia, destinada a la Galería Mussolini, hoy irrecuperable. Forjó amistad con el literario y jurista florentino Piero Calamandrei, que compartió con los cónyuges Levasti un creciente sentimiento antifascista. En esos años experimentó dificultades en el mercado italiano, que se relacionaban a las ventas en Alemania, a través de la intermediación de los Gehrig.
En 1929 participó, con veinte pinturas y acuarelas, en una muestra en el Kunstverein de Munich y vendió las pinturas Baracche y una acuarela. En 1929, en Florencia, en el palacio Antinori, realizó una muestra personal con más de cuarenta obras y fue elogiada en artículos de La Nación, Ilustración toscana y El Nuevo Periódico y luego en el Periódico de Italia. Pintó Vida sencilla en 1929-1930 (que se encuentra en Berlín, colección Gehrig), Los quemadores de carbón en 1931-1932 (colección Previtali), Esquinas de casas en 1934 (Estados Unidos, colección Ferrando), Juegos de niños en 1938 (Florencia, colección Levasti): lugares sin historia, escenas de la vida cotidiana, animadas por un ritmo lento y puntuado, capturado con una delicadeza íntima y con sensación de tranquilidad, con tono absorto
En los años treinta crecieron las dificultades con el mercado alemán, a pesar de la amistad con los Gehrig, quienes mandaban jóvenes artistas y músicos alemanes a Florencia, huéspedes en casa Levasti. Los cónyuges Levasti formaron una amistad con Oriana Gui, hija del gerente de orquesta Vittorio Gui - inventor y gerente del Mayo Musical Fiorentino - y casada con el gerente de orquesta Fernando Previtali, que se convirtió en un coleccionista apasionado de la obra de Giorgi.
Fillide Giorgi tenía ya una vida solitaria, interrumpida en marzo de 1936 por una exposición individual en la sala Rizzi, en Florencia y algunas muestras colectivas, como la "I Revisión de la mujer italiana en el campo de las artes figurativas", en la galería Gian Ferrari de Milán. En 1937 salió, a pedido de Calamandrei, el libro de Raffaello Ramat dedicado a la pintura de Giorgi, con fotos de obras realizadas entre 1920 y 1934. En 1937 Filli expuso dibujos en una muestra en el Museo metropolitano de New York; presentó obras en 1938 en la "Exposición internacional de dibujos y postales" de Viena y participó con El teatro en la "Exposición internacional de la Universidad Carnegie Mellon" de Pittsburgh.
Durante la Segunda Guerra Mundial se dedicó principalmente al dibujo. Los bombardeos golpearon su casa-estudio de la avenida Milton y muchas de sus obras fueron dañadas. La artista junto a su familia se retiró a la villa Scarampi, en Bagno, Ripoli.

### Últimos años
En 1947 fue nombrada vicepresidenta del Club de las artistas pintoras y promovió una "Exposición de artes gráficas", realizada con diecisiete artistas italianas, en febrero de 1948 en Kansas y luego replicada en marzo en el Liceo de Florencia. Afectada de pleuresía, llevaba una vida retirada, aunque continuaba pintando y dibujando vistas de tono fiabesco, paisajes y naturalezas muertas, obras fieles a su interpretación de la realidad, ligada a la sencillez de lo cotidiano. Sus obras fueron expuestas en los años cincuenta en Londres, en la galería Suffolk, en Roma en la galería Po, en el Liceo de Florencia, en la casa de Dante y en el palacio Strozzi (muestra "Media siglo de arte toscano, 1901-1950").
Durante la primavera de 1959 una exhibición individual fue organizada por la antigua institución florentina, la Academia de las artes del dibujo, con lienzos y obras gráficas pertenecientes a las colecciones Previtali, Gui, Contini Bonacossi, Calamandrei, con un total de setenta y seis obras. Obtuvo el premio "Carmine".
En el curso de los años se
esenta, golpeada por la parálisis, se vio obligada a interrumpir todas las actividades. Una muestra personal fue organizada en Florencia en 1967.
Las cartas de la familia Levasti, propiedad de la familia Previtali, fueron donadas por el historiador de arte Giovanni Previtali a la Biblioteca Marucelliana de Florencia. En 1988 se organizó una exposición antológica, en la Academia de las artes del dibujo de Florencia y en la Marucelliana.